# Asienspiele 2022/Boxen
Bei den Asienspielen 2022 wurden vom 24. September bis 5. Oktober 2023 insgesamt 13 Wettbewerbe im Boxen ausgetragen, davon sieben bei den Männern und sechs bei den Frauen. Austragungsort war das Hangzhou Gymnasium.

## Bilanz

### Medaillenspiegel
| Platz  | Land              | Gold | Silber | Bronze | Gesamt |
| ------ | ----------------- | ---- | ------ | ------ | ------ |
| 1      | China             | 5    | 2      | 2      | 9      |
| 2      | Usbekistan        | 3    | —      | 2      | 5      |
| 3      | Chinesisch Taipeh | 1    | 2      | 2      | 5      |
| 4      | Japan             | 1    | 1      | 1      | 3      |
| 4      | Nordkorea         | 1    | 1      | 1      | 3      |
| 6      | Mongolei          | 1    | —      | 1      | 2      |
| 6      | Tadschikistan     | 1    | —      | 1      | 2      |
| 8      | Thailand          | —    | 3      | 4      | 7      |
| 9      | Kasachstan        | —    | 2      | 3      | 5      |
| 10     | Indien            | —    | 1      | 4      | 5      |
| 11     | Philippinen       | —    | 1      | —      | 1      |
| 12     | Irak              | —    | —      | 1      | 1      |
| 12     | Südkorea          | —    | —      | 1      | 1      |
| 12     | Syrien            | —    | —      | 1      | 1      |
| 12     | Turkmenistan      | —    | —      | 1      | 1      |
| 12     | Vietnam           | —    | —      | 1      | 1      |
| Gesamt | Gesamt            | 13   | 13     | 26     | 52     |

### Medaillengewinner
Männer
| Disziplin   | Gold                       | Silber                 | Bronze                                           |
| ----------- | -------------------------- | ---------------------- | ------------------------------------------------ |
| Bis 51 kg   | Hasanboy Doʻsmatov         | Thitisan Panmot        | So Chon-ryong Tomoya Tsuboi                      |
| Bis 57 kg   | Abdumalik Xaloqov          | Shudai Harada          | Rujakran Juntrong Lyu Ping                       |
| Bis 63,5 kg | Baatarsüchiin Tschindsorig | Lai Chu-en             | Bunjong Sinsiri Ali Qasim Hamdan Al-Sarray       |
| Bis 71 kg   | Sewon Okazawa              | Kan Chia-wei           | Baýramdurdy Nurmuhammedow Aslanbek Schymbergenow |
| Bis 80 kg   | Tuohetaerbieke Tanglatihan | Eumir Marcial          | Ahmad Ghousoon Turabek Khabibullaev              |
| Bis 92 kg   | Davlat Boltaev             | Han Xuezhen            | Sagyndyk Togambay Jeong Jae-min                  |
| Über 92 kg  | Bahodir Jalolov            | Qamschybek Qongqabajew | Danabieke Bayikewuzi Narender Berwal             |

Frauen
| Disziplin | Gold         | Silber               | Bronze                                |
| --------- | ------------ | -------------------- | ------------------------------------- |
| Bis 50 kg | Wu Yu        | Chuthamat Raksat     | Ojuuntsetsegiin Jesügen Nikhat Zareen |
| Bis 54 kg | Pang Chol-mi | Chang Yuan           | Nigina Uktamova Preeti Pawar          |
| Bis 57 kg | Lin Yu-ting  | Karina Ibragimowa    | Samadova Mijgona Parveen Hooda        |
| Bis 60 kg | Yang Wenlu   | Won Un-gyong         | Thananya Somnuek Wu Shih-yi           |
| Bis 66 kg | Yang Liu     | Janjaem Suwannapheng | Natalja Bogdanowa Chen Nien-chin      |
| Bis 75 kg | Li Qian      | Lovlina Borgohain    | Baison Manikon Lưu Diễm Quỳnh         |